# Noble patria, tu hermosa bandera
Noble patria, tu hermosa bandera je nacionalna himna Kostarike. 
Prihvaćena je kao službena himna Kostarike 1853. godine. Glazbu je napisao Manuel María Gutiérrez, a riječi José María Zeledón Brenes 1900. godine. 

## Stihovi na španjolskom
Noble patria, tu hermosa bandera

expresión de tu vida nos da;

bajo el límpido azul de tu cielo
 
blanca y pura descansa la paz. 
En la lucha tenaz,

de fecunda labor

que enrojece del hombre la faz,

conquistaron tus hijos

labriegos sencillos 

eterno prestigio, estima y honor.

Eterno prestigio, estima y honor.
¡Salve, o tierra gentil!

¡Salve, o madre de amor!

Cuando alguno pretenda

tu gloria manchar,

verás a tu pueblo valiente y viril,

la tosca herramienta en arma trocar. 
Salve oh Patria tu pródigo suelo,

dulce abrigo y sustento nos da;

bajo el límpido azul de tu cielo

¡vivan siempre el trabajo y la paz!